# Rocher Percé
Cet article concerne le rocher dans le golfe du Saint-Laurent. Pour la municipalité régionale de comté, voir Le Rocher-Percé. Pour les autres significations, voir Roche Percée.
Le rocher Percé est un îlot rocheux aux falaises escarpées possédant une arche naturelle et spectaculaire. Il se trouve dans le golfe du Saint-Laurent, à l’extrême est de la Gaspésie, face au village de Percé, au Québec. Avec l'île Bonaventure voisine, le rocher Percé fait partie du Parc national de l'Île-Bonaventure-et-du-Rocher-Percé, géré par la Société des établissements de plein air du Québec (SÉPAQ).
Figure emblématique de tout temps, le rocher Percé est considéré comme le plus grand symbole de la Gaspésie.

## Géographie
L'île est un stack calcaire âgé de 375 millions d'années, de 433 mètres en longueur, 90 mètres de largeur et 88 mètres au point le plus élevé. Son poids serait de cinq millions de tonnes. L'arche en elle-même mesure 15 mètres de hauteur. Le rocher Percé demeure relié à la terre ferme par un tombolo qui émerge à marée basse. Possédant une maigre végétation herbeuse sur son sommet en plateau, l'île sert de repaire aux oiseaux marins, dont les espèces suivantes : petit pingouin, guillemot de Troïl (guillemot marmette), guillemot à miroir, mouette tridactyle, grand cormoran, cormoran à aigrettes, goéland argenté, goéland marin, goéland à bec cerclé.

## Histoire
Jadis, le rocher Percé était rattaché au continent. Au début du XVIe siècle, Jacques Cartier, le premier explorateur français, arriva sur place et remarqua trois arches dans la formation rocheuse.

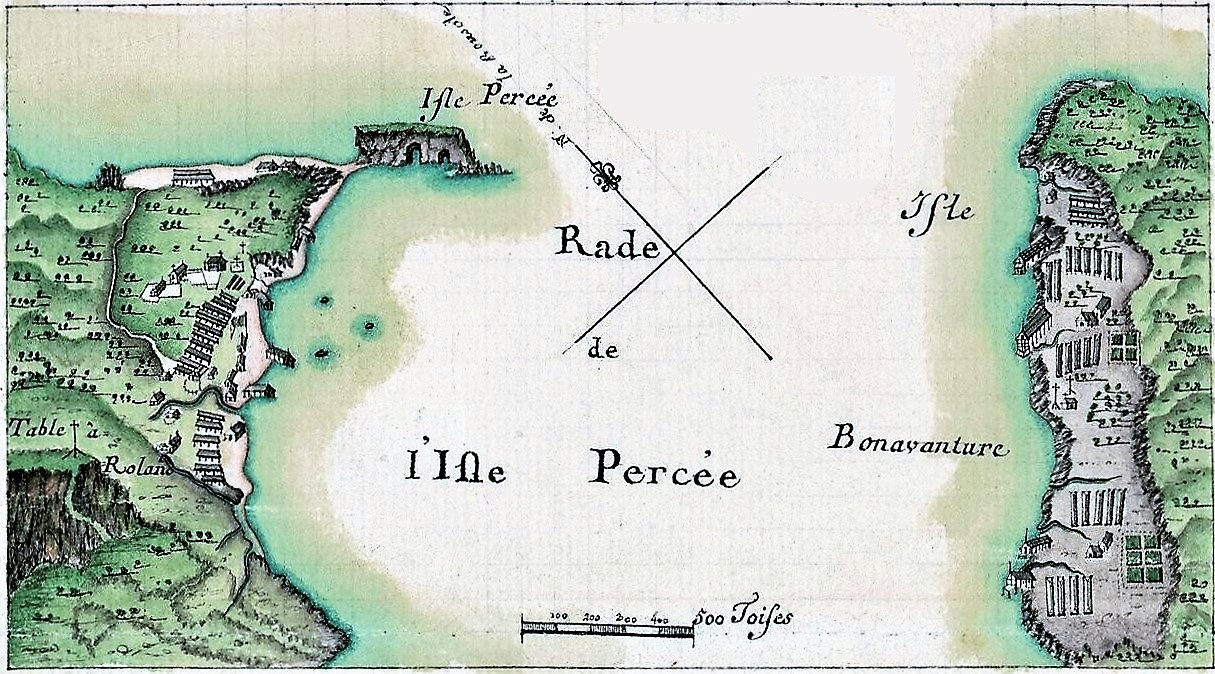
Rade de l'Isle Percée, 1686
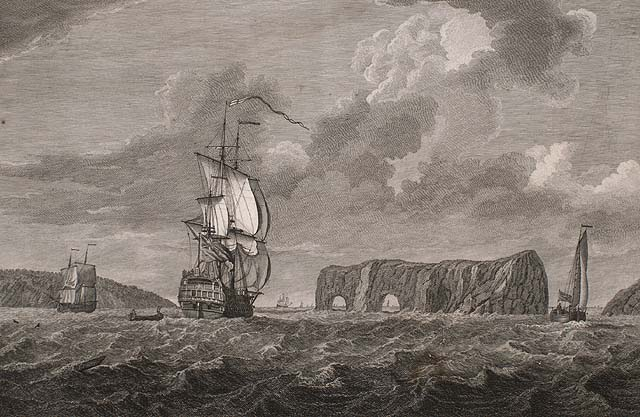
Vue de l'Isle Percée, 1760, avec les deux arches
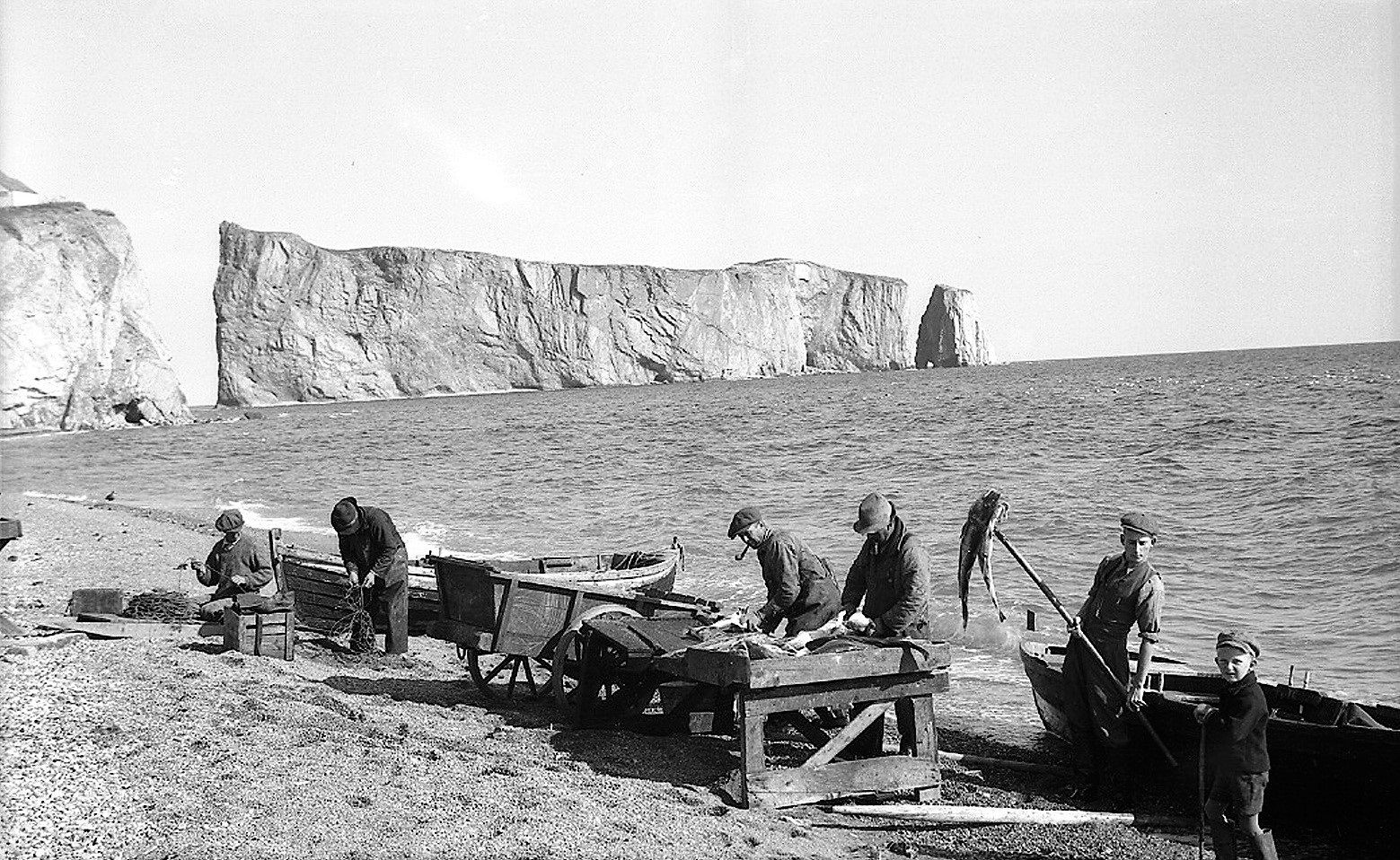
Débarquement et préparation de la morue, sur la grève en face du rocher Percé, vers 1940.

Au fil des ans, deux de ces arches ont disparu, la dernière s’étant écroulée le 17 juin 1845, laissant un pilier à part, appelé l'Obélisque. On estime que l'arche actuelle disparaîtra dans environ 400 ans.
Au début du XXe siècle, les touristes ont commencé à visiter les alentours de Gaspé, Percé et l'île Bonaventure.

## Légende de Blanche de Beaumont
Blanche de Beaumont est le personnage d'une légende québécoise qui se situe au rocher Percé.

## Tourisme
Le nombre de touristes en Gaspésie est de 679 800 personnes en 2024.
Bien que le nombre de visiteurs à Percé ne soit pas disponible, l'affluence sur le quai de Percé  en donne un certain aperçu. Les relevés statistiques sur l'affluence au quai de Percé, durant la saison touristique 2013, font état de 195 691 visiteurs pour un total de 421 142 visites.
En raison de plusieurs accidents dus à la chute récurrente de roches, l'accès à la base du rocher est interdit depuis 2009.

## Dans la littérature
André Breton évoque, dans Arcane 17, et la Gaspésie, et le rocher Percé, qui l'ont fasciné : 

« La géométrie d'un temps non entièrement révolu exigerait pour s'édifier l'appel à un observateur idéal, soustrait aux contingences de ce temps, ce qui tout d'abord implique la nécessité d'un lieu d'observation idéal, et si tout m'interdit de me substituer à cet observateur, il n'en est pas moins vrai que nul lieu ne m'a paru se conformer si bien aux conditions requises que le rocher Percé, tel qu'à certaines heures, il se découvre pour moi. »

— André Breton, Arcane 17.
En 1946, Yvan Goll rédige, à Percé, Le Mythe de la Roche percée, poème inspiré par le rocher.

## Galerie

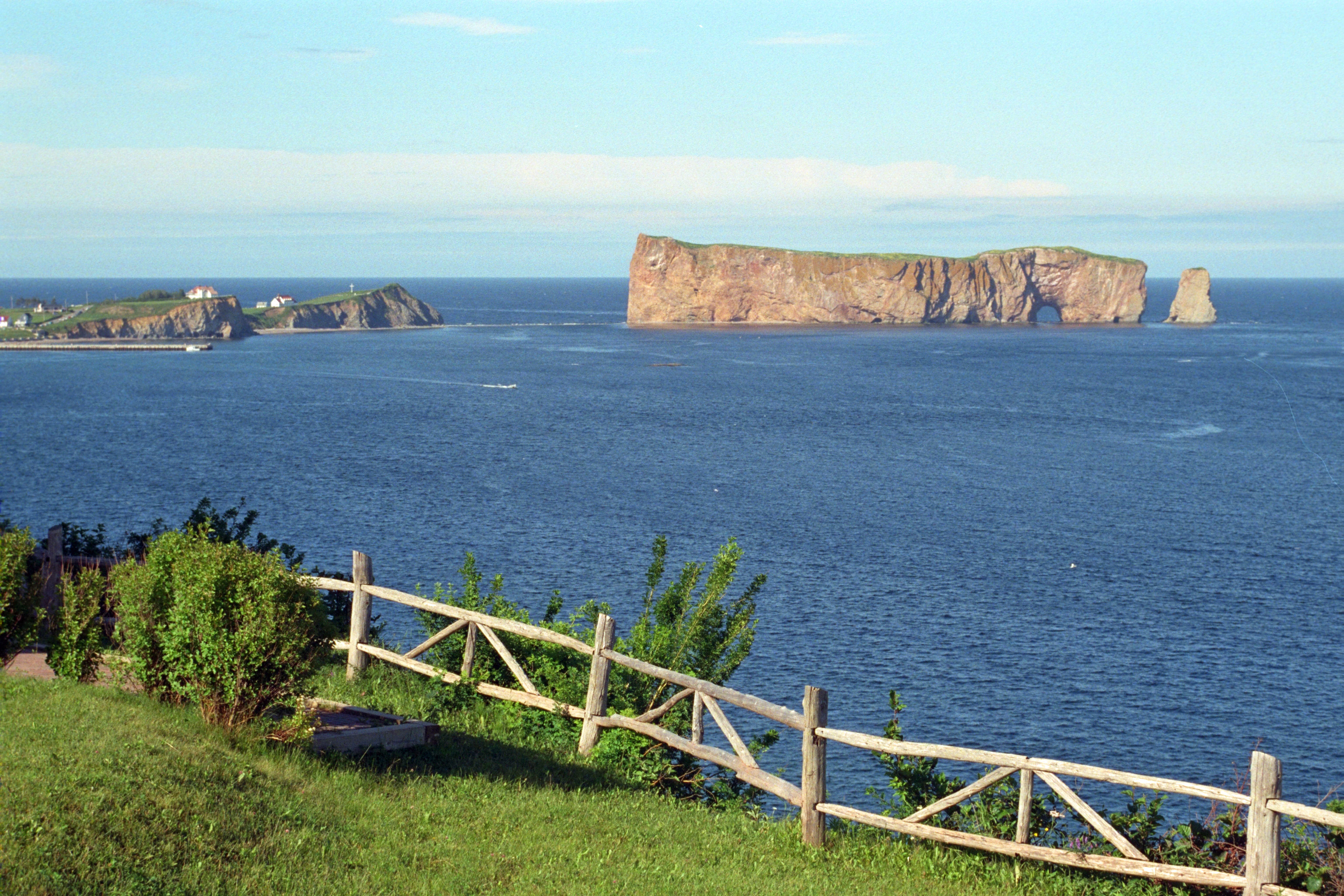
Le Rocher Percé en Gaspésie (Québec, Canada) vu depuis la côte.

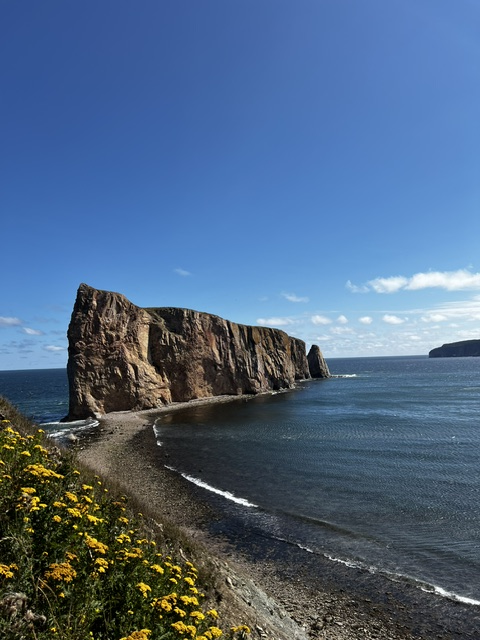
Photographie du Rocher Percé avec champs de fleur

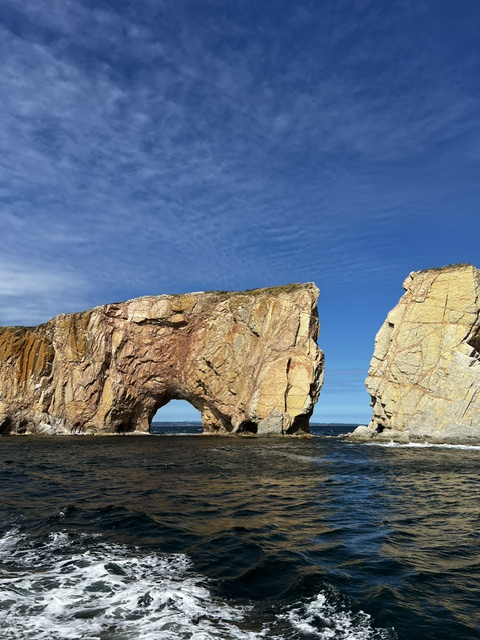
Prise de vue du Rocher Percé

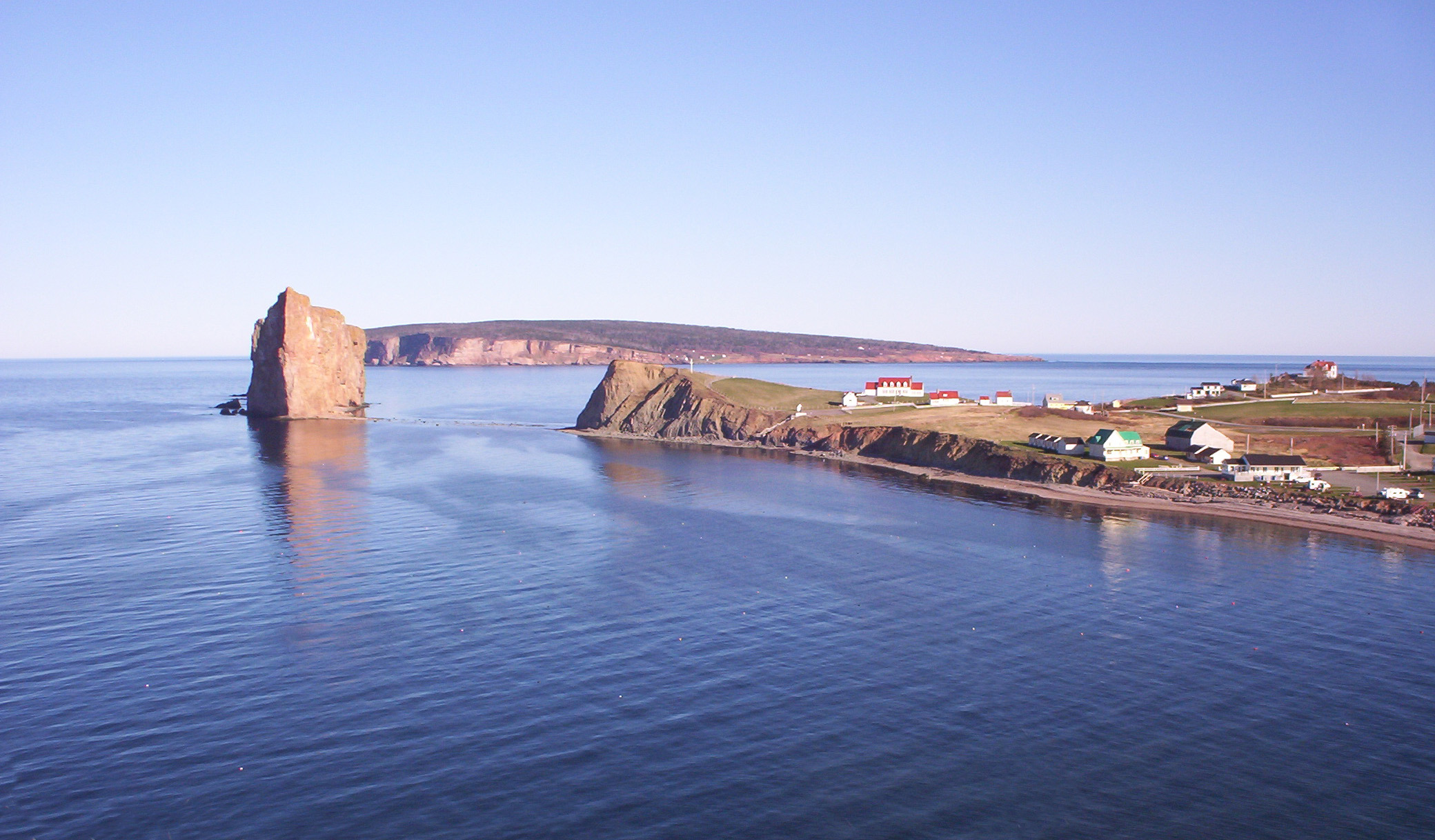
Le rocher, le cap Mont-Joli et, à l'horizon, l'île Bonaventure.
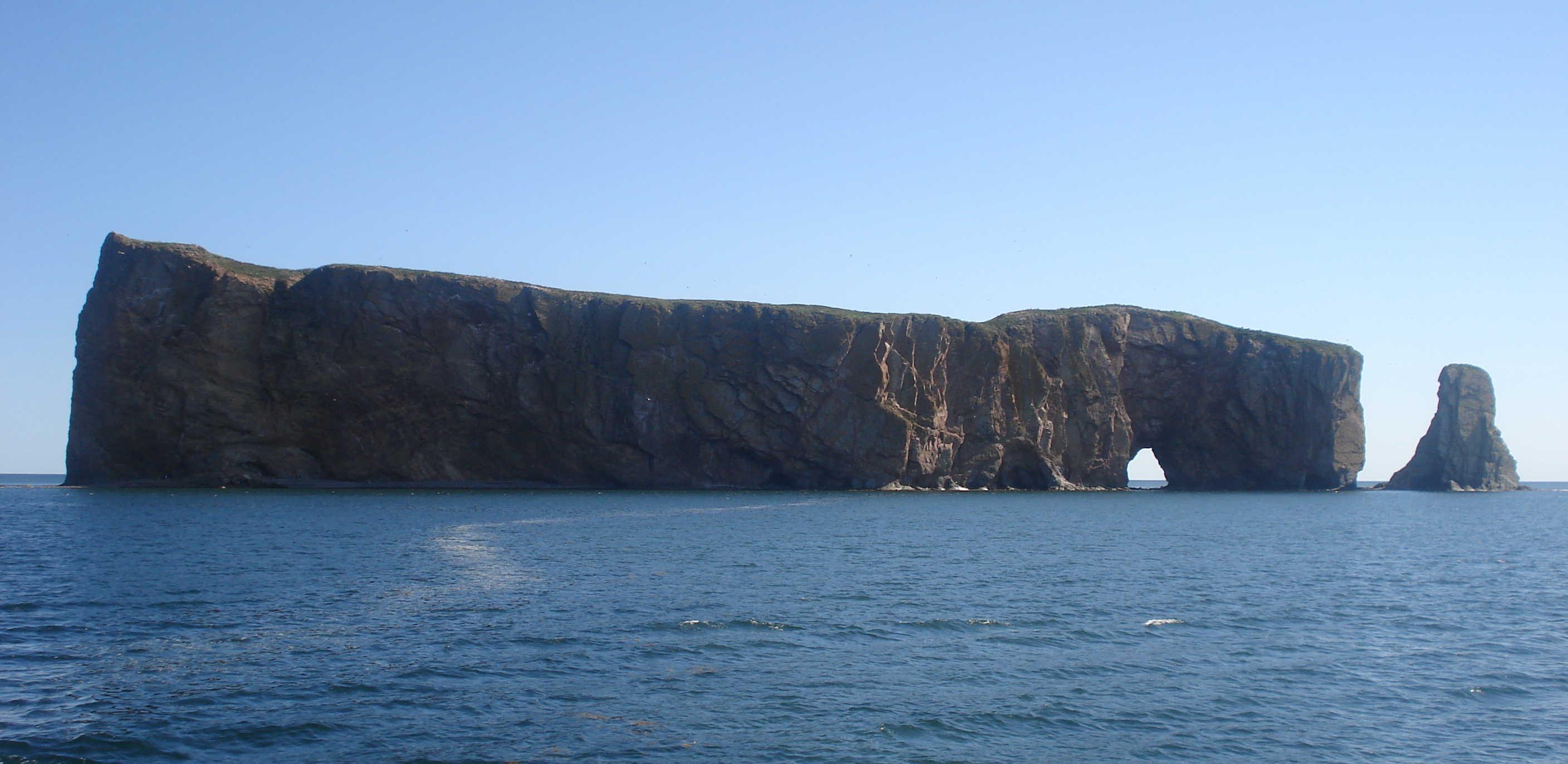
Le rocher Percé.
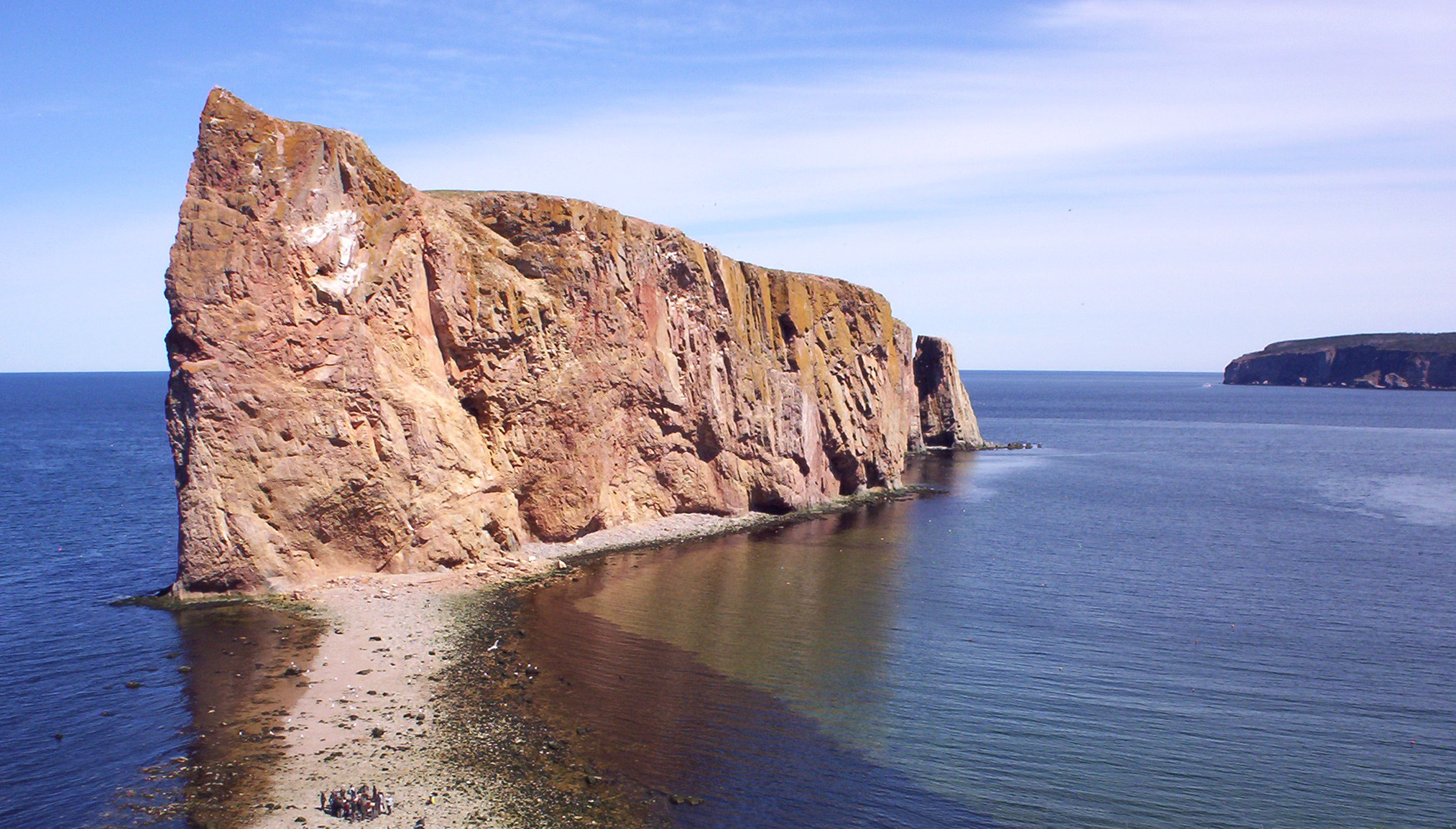
Le rocher Percé et l'île Bonaventure, au loin. Au premier plan, le tombolo.
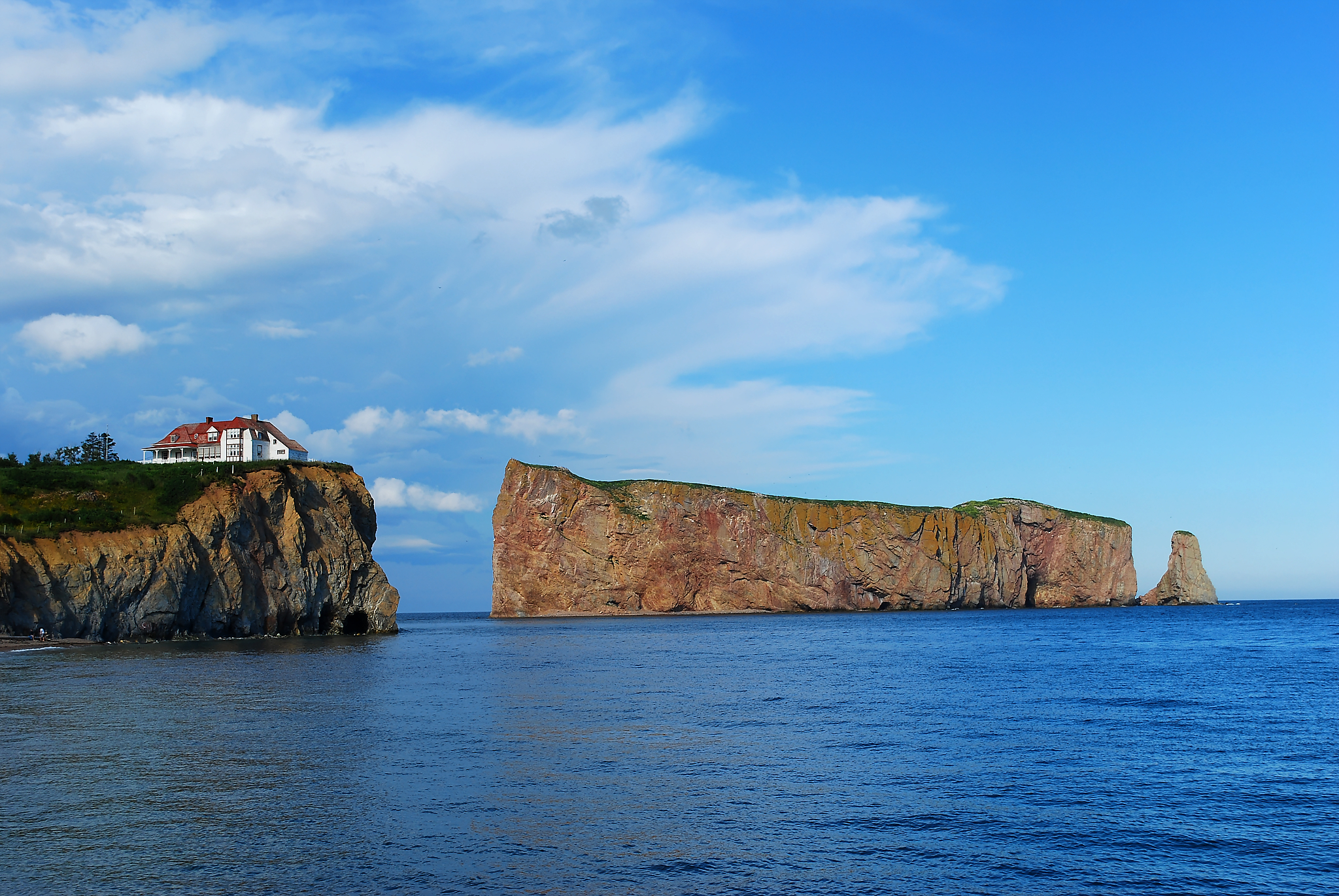
Le rocher et le cap Canon vus de la berge.
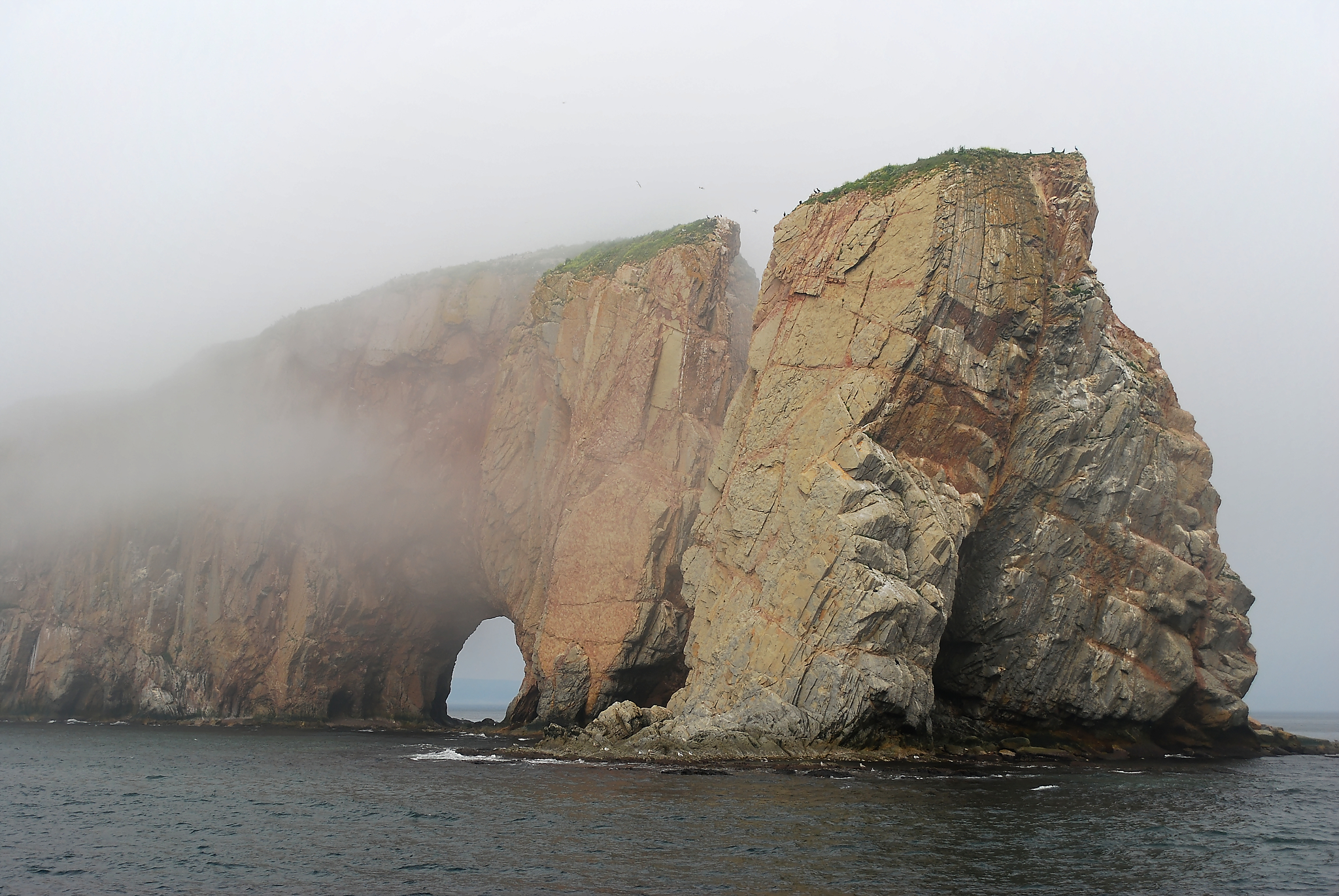
Le rocher vu de la mer.
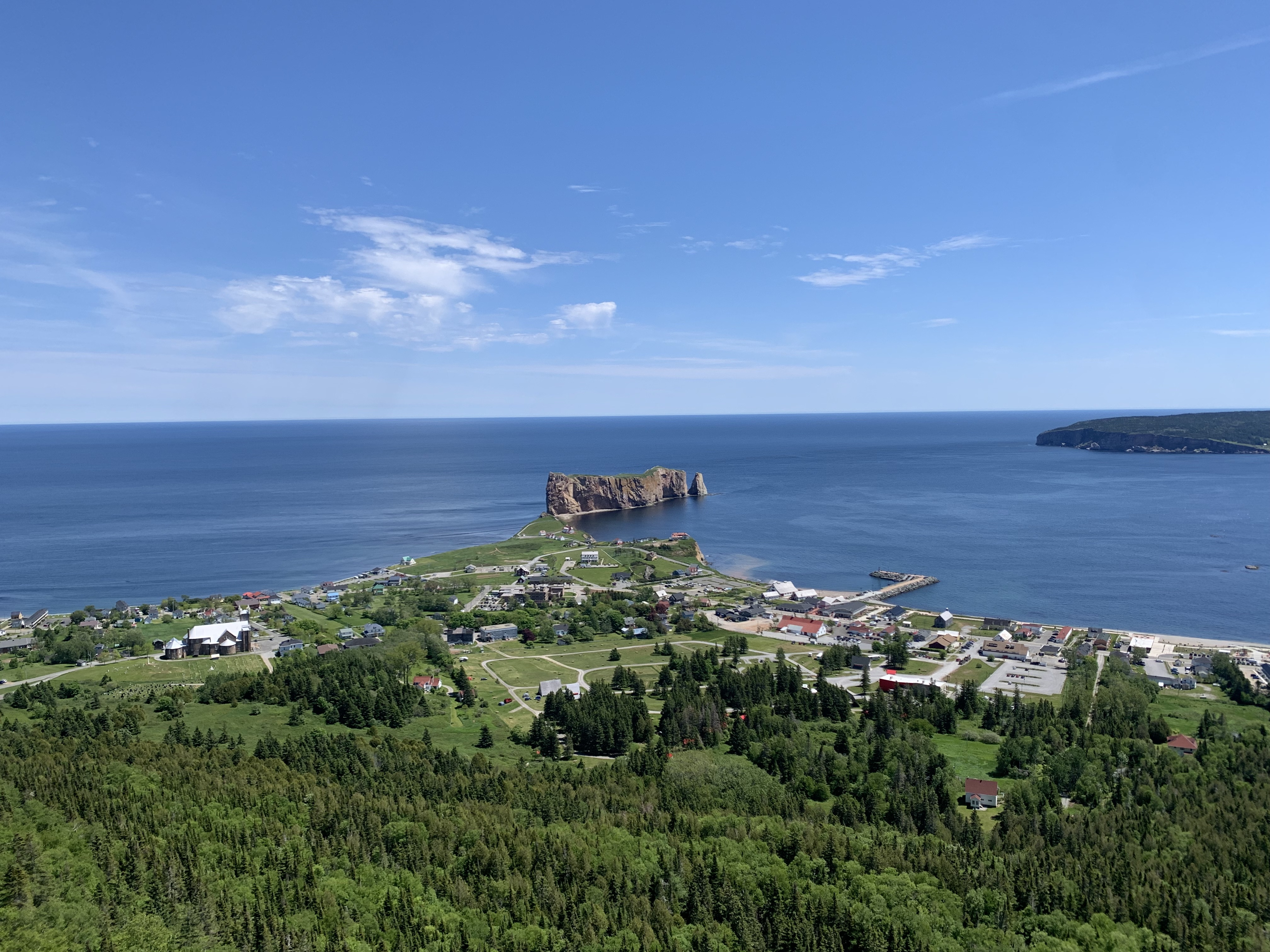
Le rocher Percé du mont Sainte-Anne
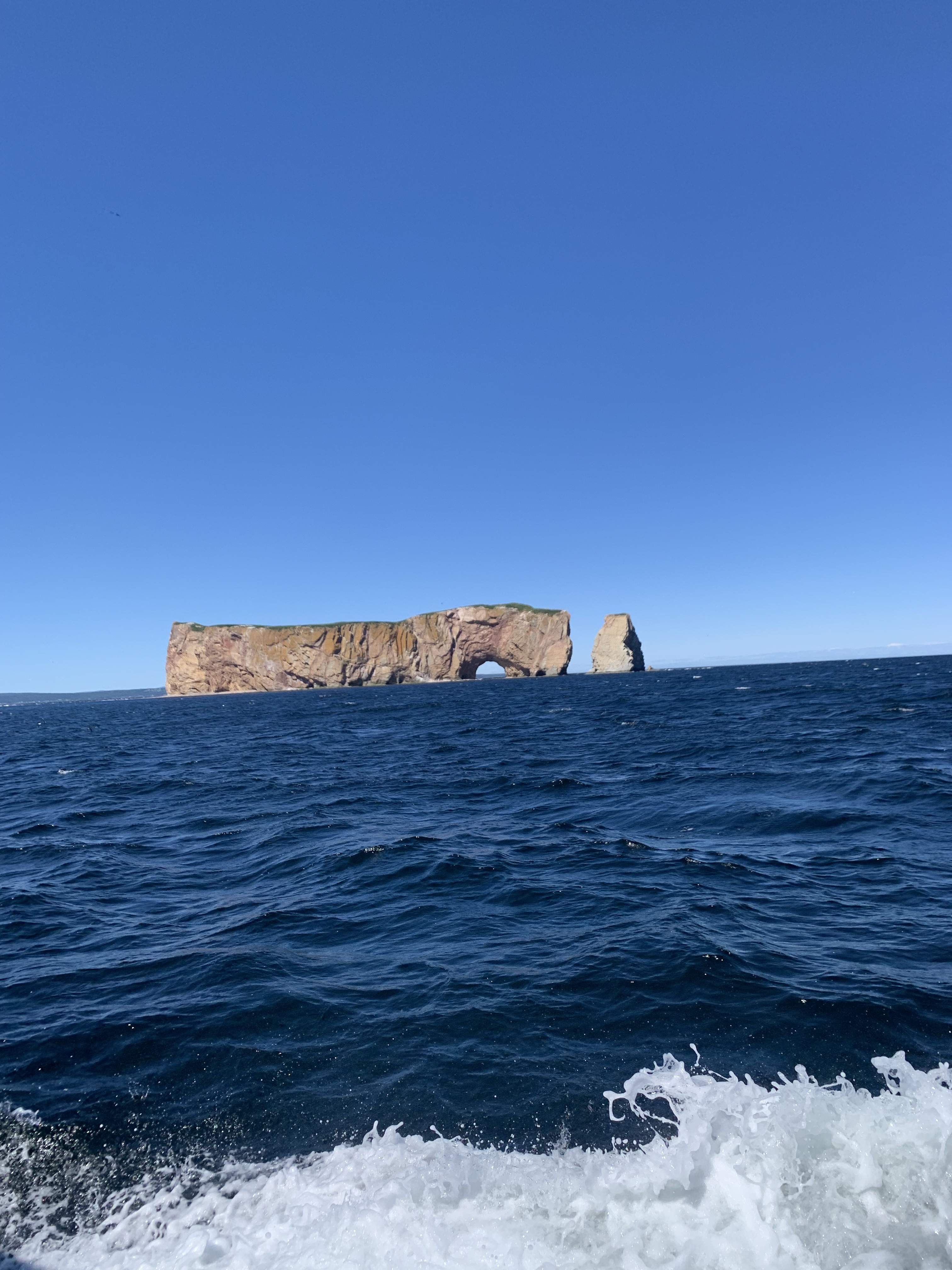
Vue du rocher Percé d'un bateau